# 盧建民
盧建民（1987年- ）香港社會運動參與者，一直熱衷參加各種社會活動，包括雨傘運動、反發展郊野公園、反水貨和2016年旺角暴亂。在旺角騷亂中被判暴動罪罪成，判囚7年，是旺角騷亂中被判刑期最重的罪犯。

## 早年生活

### 家庭背景
盧建民出生基層，在廣東湛江出生，五歲時隨父母移居香港。母親是不識字的基層人士，盧建民讀到中五便投身飲食業。幼年時，盧建民曾經離家出走，其父親被逼四處尋找。1992 年盧建民來港後，盧建民父親在製衣廠不斷工作，連休假都放棄，為了盧建民和哥哥不會捱餓。父親下班後，去愛群快餐店買兩隻炸雞髀給盧建民和其哥哥二人，自己則只吃隔夜餸。

### 個人興趣
盧建民閒時喜歡攝影、行山，經營「影攝食」和「山野拾遺」兩個Facebook 專頁，分享在香港各處的攝影作品，和行山時拾到的垃圾，亦會分享示威相片，2016年旺角騷亂中亦有帶着相機、腳架紀錄示威。在獄中女友幫盧建民出版攝影集。
盧建民注重環保，愛一邊行山一邊撿垃圾，行山時總是山友先行，他留後做清道夫。平日亦很環保，常撿膠樽去回收。在獄中拒絶吃朋友帶來的私家飯，只因有發泡膠和即棄餐具，為免破壞地球，所以不吃。

## 參與社會運動
盧建民一直活躍於香港社會運動，淘大工業村迷你倉大火給消防員送水、參與「反水貨」等運動，自發搞2012年南丫島海難悼念活動，每年都會去拜祭死難者海難，第六年因判刑未能拜祭，盧建民拜托社運朋友替他為死難者「裝多幾炷香」。他亦積極參與雨傘革命，在社運人士中綽號「光明」、「光明仔」。因參與社會運動與家人意見不合，2014年搬了出去。

## 罪成入獄

### 判刑前生活
盧建民判刑前住太空倉，擔心警察通知其家人而選擇不回家住，找不到工作，需拿取四千元援助。他表示他和其他旺角暴亂被捕者，不像梁天琦有很多人幫助，生活拮倨。
盧建民和女朋友在判刑前半年行山相識，女朋友初見盧建民，未知盧建民就是魚蛋革命的被告，判刑前女朋友推想大概只判兩至三年，聽到判刑後，她即時抓住律師衣袖大叫『上訴啊』。

### 暴動罪罪成
盧建民被捕後，沒有像其他出名的抗爭者，獲得良好的法律支援下，在2018年5月被判砵蘭街暴動罪罪成，刑期為7年，被指向警員投擲水樽、泥沙等物件。得知被裁定暴動罪，盧建民流淚相擁，說：「幫我睇住香港，好冇。」即使在獄中，盧建民仍緊貼時事，「影攝食」及「山野拾遺」兩個Facebook 專頁交給女朋友打理，助盧建民貼在獄中寫的信。
他被囚於塘福懲教所，於2023年1月19日刑滿出獄。

### 外出探病
盧建民父親身患癌症，在得區諾軒和赤柱職員幫助下押送外出探病。

### 上訴
2019年，盧建民向高等法院提出暴動罪定罪和刑期上訴，法院將梁天琦、黃家駒的上訴一齊處理，盧建民代表律師劉偉聰陳詞時指出，原審法官在引導陪審團時有錯誤，不應該將「共同目的」完全等同為同一種行為，而且盧建民被指在砵蘭街向警方防線多次投擲泥沙等雜物，案情較楊家倫及鄧浩賢案輕微，7年監禁明顯過重，希望法庭能適當調低刑期。
2020年4月29日，上訴庭頒下判詞，駁回盧健民、梁天琦及黃家駒三人之上訴。2020年5月，盧建民提出上訴至終審法院。就罪動控罪，盧建民主張自己並沒有被裁定組織暴動，但刑期較2016年旺角騷亂中其他案情更嚴重的被告更長，認為量刑起點過重。2020年7月31日，上訴庭指盧建民提出的法律問題「沒有廣泛重要性」，部分問題亦沒有合理可辯性，駁回盧建民的上訴申請。